# César Díaz
César Díaz Martínez (ur. 5 stycznia 1987 w Villamalea) – hiszpański piłkarz występujący na pozycji napastnika w Albacete Balompié.

## Statystyki klubowe
| Sezon   | Klub                  | Kraj      | Liga               | Mecze | Bramki |
| ------- | --------------------- | --------- | ------------------ | ----- | ------ |
| 2005/06 | Albacete Balompié     | Hiszpania | Segunda División   | 3     | 0      |
| 2006/07 | Albacete Balompié     | Hiszpania | Segunda División   | 12    | 1      |
| 2007/08 | Albacete Balompié     | Hiszpania | Segunda División   | 8     | 0      |
| 2007/08 | CD Alcoyano           | Hiszpania | Segunda División B | 10    | 1      |
| 2008/09 | Zamora                | Hiszpania | Segunda División B | 32    | 1      |
| 2009/10 | Sangonera Atlético CF | Hiszpania | Segunda División B | 33    | 15     |
| 2010/11 | UD Almería B          | Hiszpania | Segunda División B | 33    | 1      |
| 2011/12 | Teruel                | Hiszpania | Segunda División B | 33    | 7      |
| 2012/13 | Melilla               | Hiszpania | Segunda División B | 35    | 10     |
| 2013/14 | Albacete Balompié     | Hiszpania | Segunda División B | 36    | 12     |
| 2014/15 | Albacete Balompié     | Hiszpania | Segunda División   | 33    | 6      |
| 2015/16 | Albacete Balompié     | Hiszpania | Segunda División   | 35    | 2      |

Stan na: 3 czerwca 2016 r.